# Hébécrevon
Hébécrevon è un comune francese di 1 169 abitanti situato nel dipartimento della Manica nella regione della Normandia.

## Società

### Evoluzione demografica
Abitanti censiti